# Радикал Банк
ПАТ «РАДИКАЛ БАНК» або «ARB Radical Bank» — колишній український комерційний банк, зареєстрований в Києво-Святошинському районі міста Києва. 11 листопада 2015 року почалась процедура ліквідації банку через неплатоспроможність.

## Про банк
ПАТ «РАДИКАЛ БАНК» працював на ринку з 2010 року, мав повну банківську ліцензію на проведення банківських послуг. За період роботи залучено на обслуговування понад 8,5 тисяч клієнтів.
Станом на 01.10.2012 року кредитна заборгованість юридичних осіб становила 389,69 млн грн.; фізичних осіб — 74,59 млн грн. Кошти фізичних осіб протягом 2012 року збільшились в 1,5 раза і на 01.10.2012 р. становили 262,84 млн грн., кошти юридичних осіб — 213,85 млн грн.; статутний капітал банку становив 120 млн грн., що відповідало вимогам НБУ. Було відкрито 37 відділень в різних куточках України та м. Київ.

## Нагороди та надійність
«РАДИКАЛ БАНК» — був постійним учасником Фонду гарантування вкладів фізичних осіб (Свідоцтво № 209).
Рейтинговим агентством «IBI-Рейтинг» 05.09.2012 було оновлено індивідуальний рейтинг надійності вкладів на рівні «4» (висока надійність) — фінансова установа надійна, вчасно розраховується за своїми зобов'язаннями.

## Фінансова звітність
| Показники                | 01.01.2012 | 01.04.2012 | 01.07.2012 | 01.10.2012 | 01.01.2013 |
| ------------------------ | ---------- | ---------- | ---------- | ---------- | ---------- |
| Чисті активи             | 645508     | 607690     | 573151     | 605591     | 748235     |
| Статутний капітал        | 120000     | 120000     | 120000     | 120000     | 120000     |
| Власний капітал          | 120939     | 121787     | 121553     | 119642     | 119839     |
| Кредити юридичним особам | 391099     | 383823     | 348231     | 384467     | 404704     |
| Кредити фізичним особам  | 112190     | 71358      | 79300      | 73593      | 92271      |
| Кошти клієнтів           | 385230     | 300615     | 319574     | 457645     | 618822     |
| Фінансовий результат     | 97         | 267        | 96         | 180        | 525        |
| Кількість відділень      | 36         | 36         | 37         | 40         | 48         |

## Партнери
- ПАТ «РАДИКАЛ БАНК» є учасником національної платіжної системи УкрКарт. У термінальній мережі банків-членів — УкрКарт застосовується пільговий тариф на отримання готівкових коштів за платіжними картками ПАТ «РАДИКАЛ БАНК»
- Банк, є учасником міжнародної платіжної системи MasterCard.